# Notidobia salihli
Notidobia salihli là một loài Trichoptera trong họ Sericostomatidae. Chúng phân bố ở miền Cổ bắc.